# A New Stereophonic Sound Spectacular
A New Stereophonic Sound Spectacular is het debuutalbum van de Belgische band Hoover. Het werd in 1996 door Columbia Records uitgegeven.

## Tracklist
1. "Inhaler"
2. "2 Wicky"
3. "Wardrope"
4. "Plus profond"
5. "Barabas"
6. "Cinderella"
7. "Nr. 9"
8. "Sarangi"
9. "Someone"
10. "Revolver"
11. "Innervoice"

## Meewerkende muzikanten
- Techniek / opname:
  - Frank Duchêne
- Muzikanten:
  - Alex Callier (klavier, programmatie)
  - Charlotte Van de Perre (spreekstem)
  - Eric Bosteels (drums)
  - Frank Duchêne (klavier)
  - Liesje Sadonius (zang)
  - Raymond Geerts (elektrische gitaar)
  - Stefan Bracaval (dwarsfluit)
  - Sven Muller (basgitaar)
  - Ursi Vanderherten (spreekstem)